# Yolanda Andrade
Yolanda Josefina Andrade Gómez (ur. 28 grudnia 1970) – meksykańska aktorka filmowa.
Zagrała główną rolę w telenoweli Zakazane uczucia (1996–1997). 
W 2003 roku była uczestniczką meksykańskiej wersji programu Big Brother VIP 2.

## Życie prywatne
Jest lesbijką. Jej dziewczyną jest piosenkarka Melissa Galindo.

## Wybrana filmografia
- 1996-1997: Zakazane uczucia jako Sofía de la Huerta Herrera
- 2003: Big Brother VIP 2
- 2013: Siete años de matrimonio

## Nagrody

### Diosas de Plata
| Rok  | Kategoria                    | Film                     | Wynik   |
| ---- | ---------------------------- | ------------------------ | ------- |
| 2014 | Najlepsze kobiece objawienie | Siete años de matrimonio | Wygrana |